# Etnografisk klassifikation af Amerikas oprindelige folk
Etnografisk klassifikation af amerikas oprindelige folk i Nord-, Mellem- og Sydamerika er baseret på kulturelle områder, geografi og lingvistik. Antropologer har navngivet forskellige kulturelle områder, med flydende grænser, der er generelt accepteres med en vis variation. Disse kulturelle områder er stort set baserede på placeringen af Amerikas oprindelige folk fra den tidlige europæiske og afrikanske kontakt, der begynder i slutningen af det 15. århundrede. Når oprindelige folk er blevet tvangsfjernet af nationalstater, bevarer de deres oprindelige geografiske klassifikation. Nogle grupper spænde over flere kulturelle områder.

## Klassifikation af oprindelige amerikanere i USA og Canada
Etnografer opdeler normalt USA's og Canadas oprindelige befolkning i ti geografiske regioner, som har fælles kulturelle træk. Den følgende liste opdeler folkeslagene efter deres oprindelsessted, efterfulgt af deres nuværende sted. Regionerne er:

### Arktisk
- Aleut
- Inuit
- Yupik

### Subarktisk
- Ahtna (Ahtena, Nabesna)
- Atikamekw
- Babine
- Bearlake
- Carrier
- Chipewyan
- Chilcotin
- Cree
- Degexit'an (Ingalik)
- Dogrib
- Han
- Hare
- Holikachuk
- Innu
- Kaska (Nahane)
- Kolchan (Upper Kuskowim)
- Koyukon
- Kutchin
- Mountain
- Naskapi
- Nishka
- Ojibwa
- Sekani
- Slavey (dialekter: Hay River, Simpson Providence, Liard, Fort Nelson)
- Tagish
- Tahltan
- Lower Tanana
- Middle Tanana
- Upper Tanana
- Tanacross
- Tanaina (dialekter: Outer Inlet, Upper Inlet, Iliama, Inland, Kachemak Bay, Kenai, Susitna River)
- Tasttine (bæver)
- Inland Tlingit
- Tsetsaut
- Tsimishian
- Northern Tutchone
- Southern Tutchone
- Wet'suweten
- Yellowknife

### Californien
- Achomawi (Pit River-indianere)
- Antoniaño
- Atsugewi
- Bear River
- Cahuilla
- Campo
- Chemehuevi
- Chukchansi
- Chumash (dialekter: Roseño, Purisimeño, Barbareño, Inezeño, Ventureño, Obispeño, Santa Paula, Cruzeño, Emigdiano Allilik)
- Chilula
- Chimariko
- Costanoan (dialekter: Ramaytush, San Jose, Juichen, Chocheño, Tamyen, Awaswas, Chalon, Mutsun, Rumsen)
- Cupeño
- Diegueño
- Esselen
- Fernandeño: se Tataviam
- Gabrieliño: se Tongva
- Giamina
- Huchnom
- Hupa
- Ipai
- Jamul
- Juaneño
- Kamia
- Karok
- Kato
- Kiliwa
- Kitanemuk
- Klamath
- Konomihu
- Konkow
- Kumeyaay (Diegueño)
- Lassik
- Luiseño
- Maidu
- Mattole
- Mesa Grande
- Migueleño
- Mission-indianerne
- Miwok (Me-wuk)
- Modoc
- Mohave
- Monache
- Nakipa
- Nisenan
- Nomlaki
- Nongatl
- Ohlone
- Paipai (Akwa'ala)
- Paiute
- Patwin
- Pomo
- Quechan
- Rumsen
- Salinan
- San Clemente
- San Nicolas
- Santa Catalina
- Serrano
- Shasta-stammen
- Sinkyone
- Tache
- Tachi-stammen
- Tataviam (Fernandeño)
- Tipai
- Tolowa
- Tongva (Gabrieliño)
- Tsnungwe
- Tubatulabal
- Wailaki
- Wappo
- Washoe
- Whilkut
- Wintu
- Wintun
- Wiyot
- Yahi
- Yana
- Yocha Dehe
- Yokuts
- Yuki
- Coast Yuki
- Yurok

### Østlige skovområder
- Accohannock Maryland
- Algonquian nedre Saint Lawrence River
- Algonquins Outaouais og Abitibi i Quebec
- Beothuk, tidligere Newfoundland, findes ikke længere
- Caniba
- Conoy
- Erie
- Etchemin Quebec (Maliseet)
- Fox
- Ho-Chunk
- Huron/Wyandot Ontario syd for Georgian Bay, nu Oklahoma og Wendake, Quebec
- Illinois (Illini) Illinois
- Iroquois New York
  - Cayuga
  - Mohawk Kahnawake, Quebec
  - Oneida
  - Onondaga
  - Seneca
  - Tuscarora
- Kickapoo Illinois, Missouri, Kansas, Oklahoma, Texas
- Laurentian
- Lenni-Lenape Pennsylvania, Delaware, New Jersey, nu Oklahoma
- Loup A
- Loup B
- Maliseet Maine, Quebec og New Brunswick, Canada
- Mascouten
- Massachusett Massachusetts
- Menominee
- Miami Indiana, nu Oklahoma
- Mingo Pennsylvania, Ohio
- Mahican
- Mohegan
- Montauk New York
- Munsee
- Nanticoke
- Narragansett Rhode Island
- Natick
- Neutral
- Nipissing
- Nipmuc Massachusetts
- Ojibwe (Chippewa, Anishaabe) Michigan, Minnesota, Wisconsin, North Dakota, Montana)
- Oji-Cree
- Ottawa
- Paugusset Connecticut
- Passamaquoddy Maine
- Penobscot Maine
- Peoria Illinois, nu Oklahoma
- Pequot
- Petun
- Pocumtuk
- Poospatuck New York
- Potawatomi Michigan
- Powhatan Virginia
- Quiripi
- Ramapough Mountain Indians New Jersey
- Hopewell Ohio og Black River-området
- Sauk
- Saulteaux
- Secotan
- Shawnee Ohio, Pennsylvania [de fleste endte i Oklahoma]
- Shinnecock New York
- Souriquoian
- Susquahannock
- Tarrantine Tarranteen
  - Abenaki
  - Micmac
- Unalachtigo
- Unami
- Unquachog
- Wampanoag Massachusetts
- Wappinger
- Wawenoc
- Wea
- Wenro
- Wyandot/Huron Ontario syd for Georgian Bay, nu Oklahoma og Wendake, Quebec

### Great Basin
- Bannock
- Chemehuevi
- Gosiute Utah
- Kawaiisu
- Koso
- Mono
- Owen's Valley-stammen
- Northern Paiute Californien, Nevada, Oregon [Burns-Paiute], Arizona
- Southern Paiute (Kaibab)
- Panamint
- Paviotso
- Shoshone (Shoshoni) Nevada, Wyoming, Californien
- Wind River Shoshone
- Timbisha
- Ute Utah, Colorado
- Washo Nevada, Californien

### Højdedrag
- Cayuse Oregon
- Celilo (Wayampam)
- Upper Chinookan (dialekter: Clackamas, Cascades, Hood River Wasco, Wishram Kathlamet, Wishram, Cathlamet, Multnomah,
- Columbian (dialetker Wenatchee, Sinkayuse, Chelan)
- Coeur d'Alene [1] Idaho
- Colville Washington
- Upper Cowlitz
- Flatbow
- Flathead [1]
- Fountain
- John Day
- Kalispel [1] Washington
- Kittitas
- Klamath
- Klikitat Washington
- Kootenai Idaho
- Lakes
- Lillooet
- Lower Snake (Chamnapam, Wauyukma, Naxiyampam)
- Modoc
- Molala (Molale) Oregon
- Nez Perce Idaho
- Nicola
- Okanagan [1] (dialekter: Northern and Southern)
- Palus (Palouse)
- Pend'Oreilles [1]
- Rock Creek
- Sahaptin
- Sanpoil
- Shuswap
- Spokane [1] Washington
- Tenino
- Thompson
- Tygh
- Tygh Valley
- Umatilla Oregon
- Upper Nisqually (Mishalpan)
- Walla Walla Oregon
- Wanapum
- Wasco Oregon
- Yakima Washington

### Nordvestkysten
- Alsea
- Applegate
- Bella Bella
- Bella Coola
- Calapooia (se Kalapuya)
- Calapuya (se Kalapuya)
- Chasta Costa
- Chehalis (øvre og nedre) Washington
- Chemakum Washington
- Chetco
- Chilliwak
- Chinook (dialekter: Lower Chinook, Upper Chinook, Clackamas, Wasco)
- Chinook Jargon
- Clatsop
- Clatskanie (Tlatskanie)
- Comox
- Coos {Hanis} Oregon
- Lower Coquille (Miluk) Oregon
- Upper Coquille
- Cowichan
- Lower Cowlitz Washington
- Duwamish Washington
- Eyak Alaska
- Galice
- Haida (dialekter: Kaigani, Skidegate, Masset) Alaska
- Haihai
- Haisla
- Halkomelem
- Heiltsuk
- Hoh Washington
- North Kalapuya (dialekter: Yamhill or Yamel, Tualatin or Tfalati or Atfalati)
- Central Kalapuya (dialekter: Santiam, Mary's River, Lakmiut, Ahantchuyuk, Lower McKenzie eller Mohawk)
- South Kalapuya (Yonkalla or Yoncalla)
- Kimsquit
- Kitimat
- Klallam (Clallam, dialekter: Klallam (Lower Elwha), S'Klallam (Jamestown), S'Klallam (Port Gamble))
- Klemtu
- Klickitat
- Koskimo
- Kwalhioqua
- Kwakiutl (Kwakwala eller Kwakwa'kwa'kw)
- Kwalhioqua
- Kwantlem
- Kwatami
- Lummi Washington
- Lushootseed
- Makah Washington
- Muckleshoot Washington
- Musqueam
- Nanaimo
- Niskwalli
- Nooksack Washington
- Nisqually Washington
- Pentlatch
- Puyallup Washington
- Quileute Washington
- Quinault Washington
- Rogue River eller Upper Illinois Oregon, California
- Saanich
- Samish
- Sauk-Suiattle Washington
- Sechelt
- Shoalwater Bay Tribe Washington
- Siletz Oregon
- Siuslaw Oregon
- Skagit
- Skokomish Washington
- Sliammon
- Snohomish
- Stó:lō
- Songish
- Sooke
- Squaxin Island-stammen Washington
- Spokane Washington
- Stillaguamish Washington
- Squamish Washington
- Swinomish Washington
- Tait
- Takelma Oregon
- Talio
- Tillamook (Nehalem) Oregon
- Tlatlasikoala
- Tlingit Alaska
- Tolowa-Tututni
- Tsimshian (dialekter: Hartley Bay, Prince Rupert, Gitando, Kitkatla)
- Tulalip Washington
- Twana
- Lower Umpqua Oregon
- Upper Umpqua Oregon
- Upper Skagit Washington
- Oowekyala
- Yaquina

### Sletter
- Aranama
- Arapaho [2]:vi  Wyoming, Oklahoma
- Arikara [2]:vi  (også kendt som Arikaree eller Ree) North Dakota
- Assiniboine [3]:103  (også kendt som Stoney og Stone Indians) Montana Fort Peck Indian Reservation hvor Assiniboine og Lakota (Sioux) bor
- Atsina [2]:vi  (også kendt som Gros Ventre of the Prairies)
- Besawunena
- Blackfoot [2]:vi  Montana/Alberta (grupper: Kainah eller Blood, Siksiki, Northern Peigan, Piegan eller Blackfeet)
- Brule
- Caddo
- Cheyenne [2]:vi  Montana, South Dakota; Oklahoma
- Chickasaw Oklahoma
- Comanche [2]:vi  Oklahoma
- Crow[4] (Absaroka eller Apsáalooke) Montana, South Dakota, Wyoming
- Chippewa Cree Montana
- Plains cree[5] Montana
- Dakota
- Gros ventre (se "atsina")
- Hasinai
- Hidatsa [2]:vi  (også kendt som Gros Ventre of the Missouri) North Dakota
- Iowa [2]:vi  (Ioway) Kansas, Nebraska, Oklahoma
- Karankawa Texas
- Kaw (Kansa) [2]:vi  Oklahoma
- Kiowa [2]:vi  Oklahoma
- Kitsai
- Lakota (Teton sioux) South Dakota, North Dakota, Nebraska
- Lipan Apache
- Mandan [2]:vi  North Dakota
- Missouri-stammen (Missouria) Missouri
- Nawathinehena
- Oglala Sioux
- Plains Ojibwe [2]:vi
- Omaha [2]:vi  Nebraska
- Mississaugas
- Osage Nation [2]:vi  Oklahoma
- Otoe (staves også Oto) Oklahoma
- Ottawa Michigan; Oklahoma
- Pawnee (Dialects: South Bands, Skiri) Oklahoma
- Piegan
- Plains Apache Oklahoma
- Ponca Nebraska, Oklahoma
- Quapaw (Arkansas) Arkansas, Oklahoma
- Sarsi [2]:vi
- Santee
- Sauk (oprindeligt Great Lakes, nu Kansas, Oklahoma, Iowa
- Siksika
- Sioux (Lakota (teton-sioux), Dakota, Nakota) Minnesota, Nebraska, North Dakota, South Dakota, Wyoming)
- Stoney (gammel betegnelse for Assiniboine)
- Tamique
- Teton
- Tonkawa Oklahoma
- Tsuu T’ina (Sarcee, Sarsi, Tsuut’ina)
- Wichita Oklahoma (Affiliated Tribes – Wichita, Waco, Tawakoni, Keechi)
- Wyandot Ontario, Michigan
- Yankton
- Yanktonai

### Sydøst
- Adai
- Ais Florida
- Akokisa
- Alabama Alabama
- Apalachee Florida
- Atakapa
- Bidai
- Biloxi Mississippi
- Caddo Arkansas, Louisiana, Oklahoma, Texas
- Calusa Florida
- Catawba South Carolina
- Chatot
- Chawasha
- Cherokee North Carolina; senere primært Oklahoma
- Chiaha
- Chickahominy Virginia
- Chickamauga
- Chickasaw Mississippi, South Carolina, North Carolina, senere Oklahoma
- Chitimacha Louisiana
- Choctaw Louisiana, Mississippi, Alabama; senere Oklahoma
- Creek Alabama; Oklahoma, Georgia
- Coahuiltecan Texas
- Coushatta Louisiana
- Coharie North Carolina
- Cusabo
- Hitchiti
- Houma Louisiana
- Iswa
- Jeaga Florida
- Koasati
- Lumbee North Carolina
- Mattaponi Virginia
- Meherrin North Carolina
- Mikasuki Florida
- Mobile
- Mocama
- Monacan Virginia
- Nansemond Virginia
- Natchez Mississippi, Louisiana
- Nottoway
- Ofo
- Pamlico (Carolina)
- Pamunkey Virginia
- Pee Dee South Carolina, North Carolina
- Pensacola
- Rappahannock Virginia
- Saponi
- Seminole Florida; Oklahoma
- Taensa
- Tawasa
- Tekesta Florida
- Timucua (Utina) Florida
- Topachula Florida
- Tuscarora North Carolina, Virginia (senere Niagra Falls, NY)
- Tuskegee
- Tutelo
- Tunica Mississippi
- Waccamaw North Carolina, South Carolina
- Woccon
- Yamasee
- Yuchi

### Sydvest
- Acoma
- Ak Chin Arizona
- Apache Arizona, New Mexico, Oklahoma
- Chiricahua Apache
- Cochimi Baja California
- Cochiti
- Cocopa Arizona
- Halchidhoma
- Hano
- Hualapai
- Havasupai Arizona
- Hohokam Arizona
- Hopi Arizona
- Isleta
- Isleta del Sur
- Jemez
- Jicarilla Apache
- Jumano
- Karankawa
- Kavelchadhom
- Keres
- Laguna
- Los Luceros
- Maricopa
- Mescalero Apache
- Mohave
- Nambe
- Navaho Arizona, New Mexico
- Opata
- Pecos
- Pericu Baja California
- Picuris
- Pima Arizona
- Pima Bajo
- Piro
- Pueblo-stammen New Mexico
- Qahatika
- Quechan Arizona
- Sandia (Nafiat var navnet på Bernalillo-puebloerne)
- San Carlos
- San Felipe
- San Idelfonso
- San Juan
- Santa Ana
- Santa Clara
- Santo Domingo
- Seri
- Suma
- Taos
- Tesuque
- Tewa
- Tigua
- Toboso
- Tohono O'odham (Papago) Arizona
- Northern Tonto
- Southern Tonto
- Waicuri (Guaicura) Baja California
- Walapai
- Western Apache
- White Mountain
- Yavapai, se Yavapai-Apache Nation, Yavapai-Prescott-stammen Arizona
- Yuma (Quechan)
- Zia
- Zuni

## Klassifikation af oprindelige amerikanere i Mellem- og Sydamerika
Indianerne i Mellem- og Sydamerika klassificeres generelt efter sproglige, miljømæssige og kulturelle ligheder.
| - Inka - Wanka - Conchucos - Aymara - Diaguita - Atacameño - Saraguro - Panoan - Jivaroan - Arawak - Taino - Lucayan - Carib - Ciboney - Kuna | - Tukanoan - Arawak - Tupian - Ge - Bororo - Tupian - Guarani Paraguay - Araucanian (Mapuche) - Puelche - Tehuelche - Yamana - Kaweshkar - Selknam | - Azteker - Huasteker - Lenca - Maya - Mam - K'iche'-kongeriget Q'umarkaj - Mazateker - Mixteker - Olmeker - Tarascan - Teotihuacán - Tolteker - Totonaker - Zapoteker |